# Leo Labine
Pour les articles homonymes, voir Labine.
Leo Labine (né le 22 juillet 1931 à Haileybury en Ontario au Canada - mort le 25 février 2005) est un joueur canadien de hockey sur glace,.

## Carrière
Leo Labine remporte la Coupe Memorial en 1951 alors qu'il évolue avec les Flyers de Barrie.
Il joue douze saisons dans la Ligue nationale de hockey (LNH) pour les Bruins de Boston (1951-1961) et les Red Wings de Détroit (1961-1962). Il cumule 643 matches dans la LNH dont 128 buts pour 321 points et 730 minutes de pénalité. Le 28 novembre 1954, il inscrit un tour du chapeau et deux passes décisives au cours d'un même tiers.
Labine dispute trois finales de Coupe Stanley avec les Bruins de Boston mais s'incline à chaque fois face aux Canadiens de Montréal.
Lors de la finale de la coupe de Stanley, le 8 avril 1952, il frappe sévèrement Maurice Richard par derrière. Ce dernier revient en fin de partie pour donner la victoire au Canadiens de Montréal.
Après sa carrière en LNH, il porte les couleurs des Blades de Los Angeles (1962-1967) dans la Western Hockey League.

## Statistiques
| Saison     | Équipe                | Ligue          |     | Saison régulière | Saison régulière | Saison régulière | Saison régulière | Saison régulière |    | Séries éliminatoires | Séries éliminatoires | Séries éliminatoires | Séries éliminatoires | Séries éliminatoires |
| Saison     | Équipe                | Ligue          | PJ  | B                | A                | Pts              | Pun              | PJ               | B  | A                    | Pts                  | Pun                  |                      |                      |
| 1949-1950  | St. Michael's Majors  | OHA-Jr.        | 47  | 20               | 22               | 42               | 77               | 5                | 1  | 2                    | 3                    | 13                   |                      |                      |
| 1950-1951  | Flyers de Barrie      | OHA-Jr.        | 52  | 32               | 46               | 78               | 143              | 12               | 13 | 13                   | 26                   | 36                   |                      |                      |
| 1950-1951  | Flyers de Barrie      | Coupe Memorial |     |                  |                  |                  |                  | 11               | 12 | 13                   | 25                   | 36                   |                      |                      |
| 1951-1952  | Bruins de Boston      | LNH            | 15  | 2                | 4                | 6                | 9                | 5                | 0  | 1                    | 1                    | 4                    |                      |                      |
| 1951-1952  | Bears de Hershey      | LAH            | 53  | 23               | 23               | 46               | 88               | 5                | 0  | 1                    | 1                    | 20                   |                      |                      |
| 1952-1953  | Bruins de Boston      | LNH            | 51  | 8                | 15               | 23               | 69               | 7                | 2  | 1                    | 3                    | 19                   |                      |                      |
| 1952-1953  | Bears de Hershey      | LAH            | 16  | 7                | 3                | 10               | 33               | 3                | 1  | 2                    | 3                    | 8                    |                      |                      |
| 1953-1954  | Bruins de Boston      | LNH            | 68  | 16               | 19               | 35               | 57               | 4                | 0  | 1                    | 1                    | 8                    |                      |                      |
| 1954-1955  | Bruins de Boston      | LNH            | 67  | 24               | 18               | 42               | 75               | 5                | 2  | 1                    | 3                    | 11                   |                      |                      |
| 1955-1956  | Bruins de Boston      | LNH            | 68  | 16               | 18               | 34               | 104              |                  |    |                      |                      |                      |                      |                      |
| 1956-1957  | Bruins de Boston      | LNH            | 67  | 18               | 29               | 47               | 128              | 10               | 3  | 2                    | 5                    | 14                   |                      |                      |
| 1957-1958  | Bruins de Boston      | LNH            | 62  | 7                | 14               | 21               | 60               | 11               | 0  | 2                    | 2                    | 10                   |                      |                      |
| 1958-1959  | Bruins de Boston      | LNH            | 70  | 9                | 23               | 32               | 74               | 7                | 2  | 1                    | 3                    | 12                   |                      |                      |
| 1959-1960  | Bruins de Boston      | LNH            | 63  | 16               | 28               | 44               | 58               |                  |    |                      |                      |                      |                      |                      |
| 1960-1961  | Bruins de Boston      | LNH            | 40  | 7                | 12               | 19               | 34               |                  |    |                      |                      |                      |                      |                      |
| 1960-1961  | Red Wings de Détroit  | LNH            | 24  | 2                | 9                | 11               | 32               | 11               | 3  | 2                    | 5                    | 4                    |                      |                      |
| 1961-1962  | Red Wings de Détroit  | LNH            | 48  | 3                | 4                | 7                | 30               |                  |    |                      |                      |                      |                      |                      |
| 1961-1962  | Wolves de Sudbury     | EPHL           | 9   | 10               | 10               | 20               | 18               | 5                | 0  | 4                    | 4                    | 4                    |                      |                      |
| 1962-1963  | Blades de Los Angeles | WHL            | 68  | 30               | 47               | 77               | 90               | 3                | 1  | 0                    | 1                    | 2                    |                      |                      |
| 1963-1964  | Blades de Los Angeles | WHL            | 70  | 31               | 46               | 77               | 56               | 12               | 10 | 12                   | 22                   | 10                   |                      |                      |
| 1964-1965  | Blades de Los Angeles | WHL            | 58  | 16               | 37               | 53               | 42               |                  |    |                      |                      |                      |                      |                      |
| 1965-1966  | Blades de Los Angeles | WHL            | 71  | 33               | 30               | 63               | 33               |                  |    |                      |                      |                      |                      |                      |
| 1966-1967  | Blades de Los Angeles | WHL            | 70  | 18               | 29               | 47               | 24               |                  |    |                      |                      |                      |                      |                      |
| Totaux LNH | Totaux LNH            | Totaux LNH     | 643 | 128              | 193              | 321              | 730              | 60               | 12 | 11                   | 23                   | 82                   |                      |                      |